# Mata (репер)
Mata, (справжнє ім'я: Міхал Матчак (пол. Michał Matczak; нар. 14 липня 2000, Вроцлав, Польща) — польський репер, вокаліст і автор пісень.

## Життя
Він син Марціна Матчака, професора права, та Арлетти Слівінської-Матчак, яка керує школою англійської мови, обидва зі Слави. 2019 року здав міжнародний атестат середньої школи у Варшавському ліцеї імені Стефана Баторія. Під час іспитів він представив, серед іншого, есе «Еволюція мови в польському хіп-хопі 2001—2014 рр. за мотивами твору Яцека Гранецького „Теде“». Він здобув нагороду Варшавського року 2019 на Варшавському плебісциті. Творцем його художнього псевдоніма був батько, який придумав його під час їхніх спільних відпусток у 2012 році. Він підтримав сина у виході на музичний ринок і порадив створити першу пісню «Klubowe».

### Музична кар'єра

#### Дебют
У жовтні 2018 року він випустив концептуальний альбом Fumar Mata, який також вийшов у квітні 2019 року як мініальбом. 11 грудня 2019 року музичне відео на його сингл «Patointeligencja» було опубліковано на YouTube через звукозаписну компанію SBM Label. За кілька днів пісню прослухали майже 10 мільйонів разів. Зміст пісні коментували в загальнонаціональних ЗМІ, переважно завдяки особливо відвертим текстам, що описують поведінку дітей та молоді заможного походження, а саме вживання психоактивних речовин, зокрема важких наркотиків та залежності від них; вживання алкоголю в школі, зокрема на уроках; самогубство, незапланована підліткова вагітність і сексуальна парафілія. Трек викликав суперечки, зустрівши критику, зокрема керівництва Баторійської середньої школи через використання образу школи у кліпі на пісню. Своєю чергою, Асоціація випускників у опублікованій заяві звернула увагу на позитивний момент початку дискусії навколо важливої проблеми у відповідь на роботу одного з випускників школи. Міхала оцінили, помістивши його роботу в плейлист і на обкладинку Tidal Rising Global.

#### Використання музики в політичних суперечках урядовими ЗМІ
Через кілька днів після публікації «Patointeligencja» була використана журналістами державного Польського телебачення для критики польських суддів (також Марцін Матчак, батько репера, засуджуючи уряд і підтримуючи сторону суддів у кризі Конституційного суду Польщі в 2015 році та в Криза Верховного суду Польщі, що триває) у репортажі Конрада Вонжа «Бунт суддівської касти», який вийшов в ефір 15 грудня 2019 року в головному вечірньому випуску Wiadomości, головної програми новин Польщі.

#### Дебютний альбом
18 січня 2020 року Мата випустив свій дебютний студійний альбом 100 dni do matury, який отримав потрійну платинову сертифікацію. Альбом оцінили як «гідний, із дійсно хорошими моментами» та «вдалий дебют»; хоча він також був зустрінутий менш захопленими рецензіями. Критики вказували на помітний вплив Тако Хемінгуея.
У вересні 2020 року він отримав чотири статуетки на конкурсі хіп-хоп індустрії Popkillery у категоріях «Відкриття року» та «Сингл року».

## Дискографія

### Студійні альбоми
| Назва             | Деталі альбому                                                                                     | Пікові позиції у чартах | Пікові позиції у чартах | Сертифікації      |
| Назва             | Деталі альбому                                                                                     | POL                     | POL Стримінг            | Сертифікації      |
| ----------------- | -------------------------------------------------------------------------------------------------- | ----------------------- | ----------------------- | ----------------- |
| 100 dni do matury | - Дата випуску: 18 січня 2020 - Лейбл: Label SBM - Формати: CD, LP, цифрове завантаження, стриминг | 1                       | 17                      | ZPAV: 4× Platinum |
| Młody Matczak     | - Дата випуску: 1 жовтня 2021 - Лейбл: Label SBM - Формати: CD, LP, цифрове завантаження, стриминг | 1                       | 8                       | ZPAV: 3× Platinum |
| <33               | - Реліз: 8 вересня 2023 - Лейбл: SBM Label - Формат: CD, цифрове завантаження                      | 1                       | 1                       |                   |